# Музаро, Бруно
Бруно Музаро (итал. Bruno Musarò; род. 27 июня 1948, Андрано, Лечче, Апулия, Италия) — итальянский прелат и ватиканский дипломат. Титулярный архиепископ Абари с 3 декабря 1994. Апостольский нунций в Панаме с 3 декабря 1994 по 25 сентября 1999. Апостольский нунций на Мадагаскаре, Маврикии и Сейшельских Островах и апостольским делегатом на Коморских островах с 25 сентября 1999 по 10 февраля 2004. Апостольский нунций в Гватемале с 10 февраля 2004 по 5 января 2009. Апостольский нунций в Перу с 5 января 2009 по 6 августа 2011. Апостольский нунций на Кубе с 6 августа 2011 по 5 февраля 2015. Апостольский нунций в Египте с 5 февраля 2015 по 29 августа 2019. Апостольский нунций в Коста-Рике с 29 августа 2019 по 11 июля 2023. 